# Rodarte

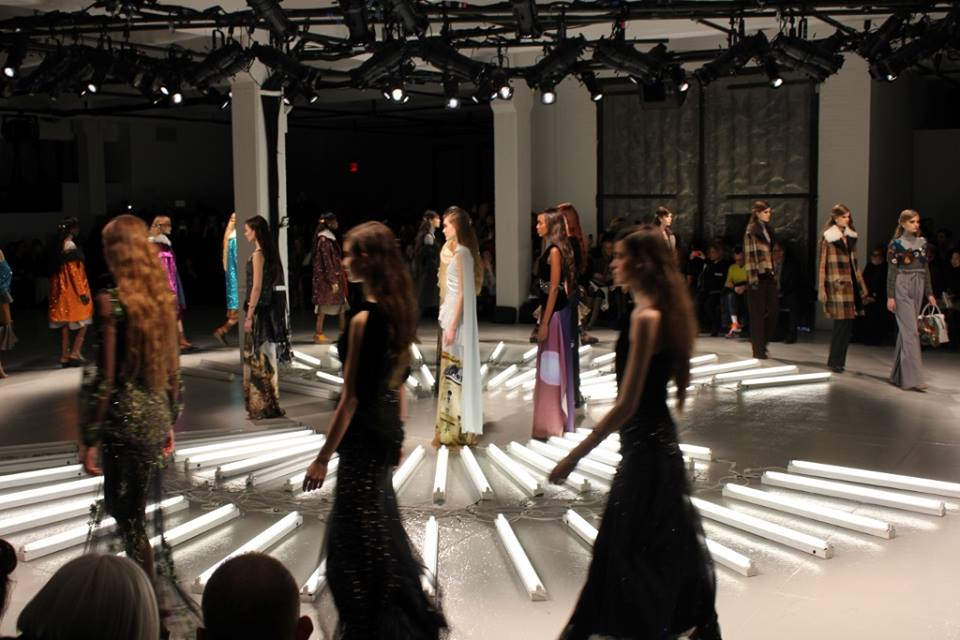
Presentation rodarte

Rodarte est une maison de couture américaine fondée en 2005 à Pasadena, en Californie, par les sœurs Kate et Laura Mulleavy,.
En 2009, Nicholas Kirkwood dessine des modèles extravagants pour la marque. L'année suivante, l'entreprise de cosmétiques M·A·C utilise la marque Rodarte pour la diffusion d'une série limitée de produits de maquillage.